# Калиховщизна
Калиховщизна (пол. Kalichowszczyzna) — деревня в Бяльском повете Люблинского воеводства Польши. Входит в состав гмины Тучна. По данным переписи 2011 года, в деревне проживало 52 человека.

## География
Деревня расположена на востоке Польши, на расстоянии приблизительно 31 километра к юго-востоку от города Бяла-Подляска, административного центра повета. Абсолютная высота — 158 метров над уровнем моря. К югу от населённого пункта проходит национальная автодорога 63.

## История
Согласно «Справочной книжке Седлецкой губернии на 1875 год» деревня входила в состав гмины Межилесь Бельского уезда Седлецкой губернии. По данным на 1882 год имелось 7 дворов и проживало 55 человек.
В период с 1975 по 1998 годы находилась в составе Бяльскоподляского воеводства.

## Население
Демографическая структура по состоянию на 31 марта 2011 года:
|         | Всего | До трудоспособного возраста | Трудоспособного возраста | Старше трудоспособного возраста |
| ------- | ----- | --------------------------- | ------------------------ | ------------------------------- |
| Мужчины | 22    | 2                           | 13                       | 7                               |
| Женщины | 30    | 11                          | 10                       | 9                               |
| Всего   | 52    | 13                          | 23                       | 16                              |